# Dennis Sheperd
Dennis Sheperd é um DJ e produtor alemão de trance progressivo, um subgênero da música eletrônica. Iniciou sua carreira em 2004. Em 2007 assinou com a gravadora MPFS Records, que passou a divulgar seu trabalho. No mesmo ano lançou a faixa A Tribute To Life, música de considerável sucesso e responsável por tornar seu trabalho reconhecido e elogiado por DJs já consagrados na cena trance, como Tiesto, Ferry Corsten, Armin van Buuren, Paul van Dyk e Markus Schulz.